# Fayid
Fayid es un distrito de la gobernación de Ismailia, Egipto. En julio de 2017 tenía una población estimada de 136 468 habitantes.
Se encuentra ubicado en la zona norte del delta del Nilo, junto a la costa del mar Mediterráneo.